# Yeelen Olympique
Centre Yeelen Olympique w skrócie Yeelen Olympique – malijski klub piłkarski, grający w pierwszej lidze, mający siedzibę w mieście Bamako.

## Występy w afrykańskich pucharach
| Sezon     | Rozgrywki           | Runda   | Kraj  | Klub  | Dom | Wyjazd | Dwumecz |
| --------- | ------------------- | ------- | ----- | ----- | --- | ------ | ------- |
| 2020/2021 | Puchar Konfederacji | wstępna | Niger | US GN | 0–1 | 1–1    | 1–2     |

## Stadion
Domowe mecze klub rozgrywa na stadionie o nazwie Stade 26 mars w Bamako. Stadion może pomieścić 55000 widzów.

## Reprezentanci kraju grający w klubie od 2010 roku
Stan na lipiec 2023.
| - Amadou Danté - Bassekou Diabaté - Yoro Diaby | - Moussa Djenepo - Adama Niané |